# Poriodontia subvinosa
Poriodontia subvinosa är en svampart som beskrevs av Parmasto 1982. Poriodontia subvinosa ingår i släktet Poriodontia och familjen Schizoporaceae.   Inga underarter finns listade i Catalogue of Life.